# チェチリア・ミサ (ハイドン)
『チェチリア・ミサ ハ長調』 Hob.XXII:5は、フランツ・ヨーゼフ・ハイドンが1766年に作曲したミサ曲。ハイドンの書いた最大のミサ曲であり、演奏に1時間あまりを要する。
19世紀の筆写譜に『聖チェチリアのミサ』(Missa Sanctae Caeciliae)と記されていたためにチェチリア・ミサ（ドイツ語: Cäcilienmesse）の名で呼ばれるが、ルーマニアのブカレストで発見された自筆のキリエには1766年の作曲年とともに『至福の処女マリアをたたえるマリアツェル・ミサ』(Missa Cellensis in honorem Beatissimae Virginis Mariae)という題が記されていた。ただし『マリアツェル・ミサ』の名をもつ別のハ長調のミサ曲(Hob.XXII:8)があるため、その後も『チェチリア・ミサ』と呼ばれることが多い。

## 概要
ハイドンは1761年5月からエステルハージ家の副楽長をつとめていたが、楽長であるヴェルナーが1766年3月に没するとハイドンが楽長に昇進した。これによってそれまでヴェルナーの担当になっていた宗教音楽をハイドンが作曲することになった。
このミサ曲はハイドンがエステルハージ家に仕えるようになってから書いた最初のミサ曲だが、いくつかの自筆譜断片に使われている紙の種類が1769-1773年のものであることが疑問点になっている。病気のために完成が遅れた、1768年の火事で失われたために再作曲された、などの可能性が考えられている。
形式上「カンタータ・ミサ」とされ、バロック時代のカンタータのように多数の独立したアリアや合唱曲から構成されている。この曲はカンタータ形式で書かれたハイドンの唯一のミサ曲である（ただしジェームズ・ウェブスターによると、この曲を「カンタータ・ミサ」と呼ぶのは誤りだという）。曲には伝統に従った箇所と、「現代的」な箇所が混在している。
ハイドンはこの曲を含めて1782年までに5曲のミサ曲を作曲している。また、『スターバト・マーテル』（1767年ごろ）や『アプラウスス』（1768年）のような大規模な宗教音楽を次々に作曲している。その後しばらくミサ曲は作曲されなくなり（1783年にヨーゼフ2世によって教会音楽に対する楽器禁止令が出された）、再びミサ曲にとりかかるのは2回のロンドン旅行から帰った1795年以降になる。

## 編成
- ソプラノ、アルト、テノール、バス独唱、4部合唱。
- オーボエ2、ファゴット2、トランペット2、ティンパニ、弦楽器、オルガン。

## 構成

### Kyrie
ラルゴの序の部分は伴奏なしの静かな合唱ではじまるが、すぐに明るいアレグロの本体にうつる。「Christe」の部分はアレグレットで短調になり、弦楽器とオーボエによる前奏をともなう。テノールの独唱に合唱が呼応する。「Kyrie」はヴィヴァーチェで、合唱によるフーガになる。

### Gloria
2つのフーガを含む7つの独立した曲に分かれ、これだけで30分ちかくかかる。
- Gloria in excelsis Deo - 3/4拍子、トランペットとティンパニを伴う華々しい合唱曲。
- Laudamus te - ソプラノ独唱によるおだやかな曲。
- Gratias - 合唱による短調の小フーガ。
- Domine Deus - アルト、テノール、バス独唱によって順に歌われた後、三重唱になる。
- Qui tollis - 合唱による短調の曲。
- Quoniam - トランペットとティンパニが再びあらわれる。輝かしいソプラノ独唱を管弦楽が伴奏する。
- In gloria Dei Patris - 合唱による長調の大フーガ。

### Credo
冒頭部分はヴィヴァーチェ、4/4拍子。にぎやかな合唱の途中にソプラノ独唱によるクレドが挿入される。
「Et incarnatus」はラルゴ、ハ短調で、テノール独唱、ついでアルトとバスの二重唱が弦楽器の伴奏でキリストの生と死を切々と歌う。
「Et resurrexit」はふたたび長調にもどり、アレグロで、合唱とテノール独唱によって歌われる。ソプラノによる最初のクレドの旋律が戻った後、輝かしいアーメン・フーガで曲を終える。

### Sanctus / Benedictus
「Sanctus」はアダージョの美しい曲ではじまり、「Pleni sunt coeli」からのホザンナ部分はアレグロになる、ごく短い曲である。「Benedictus」はアンダンテ、短調で、前奏についでユニゾンのフォルテによる合唱ではじまる。フォルテとピアノの対照が非常にはっきりしている。さいごにごく短いホザンナが附属する。

### Agnus Dei
ラルゴ、4/4拍子。弦楽器の伴奏によるバス独唱ではじまる。合唱による3/4拍子の「Dona nobis pacem」のフーガで曲を終える。